# Ian Ibæk Møller
Ian Ibæk Møller (også kendt som Sigrulfr, født 1976) er en dansk kunstner og tegner, som var medlem af Tegnestuen Fort Kox fra 1995 til 2004 hvor han udarbejdede tegneserier og illustrationer.
Han udgav i 1997 sit første album på forlaget debaser.

## Værker
- Ulveklingen (1997)
- Vølvens spådom (1999)
- Ulveklingen 2 (2000)
- Beauty of darkness (2000)
- Signe og Hagbard (2001)

Derudover designede han logoet for metalbandet Saturnus i 1996.